# Fabrice Colas
Fabrice Colas (n. 21 iulie 1964, Rueil-Malmaison, Métropole du Grand Paris, Franța) este un ciclist francez, medaliat olimpic. A participat la o ediție a Jocurilor Olimpice (1984) în care a câștigat o medalie de bronz.

## Participări
Lista de mai jos prezintă principalele competiții la care a participat Fabrice Colas de-a lungul carierei.
- cycling at the 1984 Summer Olympics – men's 1 km time trial[*]